# モバイルゴルフ
『モバイルゴルフ』は、キャメロットが開発し任天堂より2001年5月11日に発売されたゲームボーイカラー用のゴルフゲームである。

## 概要
通信機能に特化した内容で、ソフトに同梱されている通信機器のモバイルアダプタGBを使用して全国のランキング順位やスコアを競ったり新規コースを受信したりすることができた（現在はサービス終了）。また、通信ケーブルを用いた対戦も可能。
プレイごとに経験値を溜めて能力を強化する要素など、本作と同じくキャメロット開発、任天堂発売の『マリオゴルフGB』とシステムが類似している。また、そのマリオゴルフGBのキャラクターやマリオシリーズのキャラクターも本作に登場する。

## ゲームモード
トーナメント
大会に出場して優勝を目指すメインモード。
マッチプレイ
ライバルたちと次々に対戦を行うモード。
ゲートショット
コースに設置されているゲートにボールを通してパー以内を目指すモード。
スピードゴルフ
1ラウンド終了のスピードを競うモード。
クラブスロット
マッチプレイと同じ形式だが、ホールごとにスロットマシンを回して使用クラブが決定されるモード。
ストローク
コースを自由に選んでプレイするモード。
パターゴルフ
パターのみを用いて専用のショートコースをプレイするモード。
トレーニング
コース、ホール、風向き、風力を任意に設定してプレイできる練習モード。
ミニゲーム
様々な条件下でプレイするミニゲームを収録したモード。

## コース

### 通常コース
全7コース（内、追加のものが終盤の2コース）。6面以降のコースはネットワークで入手できた。
ステーツコース（初期選択可能コース）
緑に囲まれたコース。総合して全長は短い（レギュラーティは全ホール500y以下）。飛距離の出ないキャラでも2オンが狙えるパー5も存在する。マリオゴルフGBのマリオンクラブに似たコンセプトのコース。
カリビアンコース
カリブ海をイメージしたコース。海沿いのコースや水場が多く設定されている。
ピラミッドコース
砂漠地帯をモチーフとしたコース。フェアウェイがやや狭くなっている。
ブリテンコース
荒地（リンクス）のコース。深い雑草（ヒース）や、ボールのバウンドが高く良く転がる高速フェアウェイが存在する。16番ホールはバックティーだと260yの距離がある。
ジパングコース
日本の各地方、県の形をした島々がコースになっている。1・2番は北海道の形をしている。15番ホールは中国地方がモチーフで、隠岐諸島と思われる小さな島がグリーンになっており、アプローチの難易度が高い。
アトランティックコース
大西洋沿岸の国がモチーフとなっているコース。狭く、高速フェアウェイに隣り合わせにヒースが設置されているコースが多く難易度が高い。
パシフィックコース
太平洋沿岸の国がモチーフとなっているコース。アトランティックコースと似ておりフェアウェイは狭い。18番ホールは日本がデザインされ、九州から北海道に北上していくホールである（初代みんなのGOLFのエキストラコース1番ホールに似ている）。

### ショートコース
全2コース。
スノーランドショートコース
全てPAR3のコース。ミニゲームの「バーディトライゲーム」をクリアすると出現する。
ハロウィンナイトショートコース
全てPAR3のコース。ミニゲームの「ワンオンワンパットゲーム」をクリアすると出現する。

### パターゴルフのコース
全2コース。
ビークルパットコース
乗り物を型どった、全てPAR3のコース。
ワイルドパットコース
動物を型どった、全てPAR3のコース。

## キャラクター

### オリジナルキャラクター
ケン（初期キャラクター）
プロゴルファーを目指す元気な小学生の少年。
格好は、青い半袖の服を着ており、白い短パンを穿いており、左手に青い手袋をはめている。
ゴルフのレッスンを受けている事もありゴルフの腕前は一人前である。
初期レベルは1。飛距離は202y。弾道の高さと持ち球は低めのドロー。
スレッド（初期キャラクター）
ごく普通の小学生（取扱説明書では高校生と表記されている）。格好は、水色の帽子を被っており、長袖の水色の服を着ており、左手に白い手袋をはめている。
ゴルフについての知識はプロ級に持っており、ゴルフの腕前も伸び盛りのようである。
初期レベルは1。飛距離は205y。弾道の高さと持ち球は低いドロー。
ナップル（初期キャラクター）
女の子。格好は、桃色の半袖の服を着ており、ほとんど白で桃色の部分もあるスカートを穿いており、左手に桃色の手袋をはめている。
性格はとっても負けず嫌いである。そのためメキメキと上達している。
初期レベルは1。飛距離は200y。弾道の高さと持ち球は低めのフェード。
リサ（初期キャラクター）
元気印の大学生。外見が黒いノースリーブを着ており、白い短パンを穿いており、両腕に黒いアームウォーマーを付けており、左手に白い手袋をはめている。
初期レベルは1。飛距離は204y。弾道の高さと持ち球は低いストレート。
ビーン（ステーツコースのチャンピオン）
まだまだ子供である人物。カウボーイハットを被っている。
気分は一人前のカウボーイであり、馬に乗っているイラストもある。
毎日ゴルフの練習をしておりゴルフの腕前はなかなかのものである。
初期レベルは19。飛距離は210y。弾道の高さと持ち球はふつうの高さのストレート。
ロザリィ（カリビアンコースのチャンピオン）
ラテン系の血を引く女性。主に白い格好をしている。
性格は明るく活発で逆境に強い。
持ち味はリズム感のあるプレイ。
初期レベルは30。飛距離は225y。弾道の高さと持ち球は低めのフェード。
パワルト（ピラミッドコースのチャンピオン）
エジプト出身である人物。そのためかラクダに乗っているイラストが存在する。
人並み外れた体力が自慢。ドライバーショットの飛距離ならナンバーワンという話もある。
初期レベルは47。飛距離は255y。弾道の高さと持ち球はかなり高いドロー。
バード（ブリテンコースのチャンピオン）
アイルランド国内では敵なしのスーパープレイヤーである人物。長袖の黄色い服を着ている。
彼の持ち味はシャープで切れ味のよいプレイ。
初期レベルは35。飛距離は245y。弾道の高さと持ち球は高いフェード。

### マリオゴルフGBのキャラクター
キッド
初期レベルは1。飛距離は202y。弾道の高さと持ち球は低いドロー。
グレース
初期レベルは16。飛距離は220y。弾道の高さと持ち球は普通の高さのストレート。
ティニー
初期レベルは27。飛距離は250y。弾道の高さと持ち球はかなり高いドロー。
ジーン
初期レベルは46。飛距離は240y。弾道の高さと持ち球は高めのフェード。

### マリオシリーズのキャラクター
マリオ（ジパングコースのチャンピオン）
初期レベルは59。飛距離は270y。弾道の高さと持ち球はかなり高いドロー。
ピーチ
初期レベルは9。飛距離は212y。弾道の高さと持ち球は高めのストレート。
ヨッシー
初期レベルは15。飛距離は230y。弾道の高さと持ち球は普通の高さのストレート。
ブラッキー
初期レベルは68。飛距離は260y。弾道の高さと持ち球は低いフェード。